# Trendy Radio
Trendy Radio – lokalna komercyjna stacja radiowa z siedzibą w Krośnie.

## Historia
Rozpoczęła nadawanie w marcu 2014. Odbiorcami stacji są osoby w wieku 20-60 lat. Audycje o tematyce lokalnej dotyczą południa województwa podkarpackiego i wschodniej części województwa małopolskiego. Na antenie można posłuchać zróżnicowanej muzyki z lat 80. i 90., a także dance, eurodance, rock, disco polo czy współczesnych przebojów. Po północy rozgłośnia emituje również muzykę klasyczną. 
W ramówce Trendy Radia znajdują się listy przebojów – „Trendy Lista” oraz „Retro Lista”. Jedną z ważniejszych audycji jest też „Godzina z samorządem” traktująca o problemach samorządów południowo-wschodniej Polski. 
Stacji można słuchać online za pośrednictwem strony internetowej lub aplikacji, a także cyfrowo w technologii DAB+.
W 2022 roku rozgłośnia zaktualizowała swoją stronę internetową oraz logo.

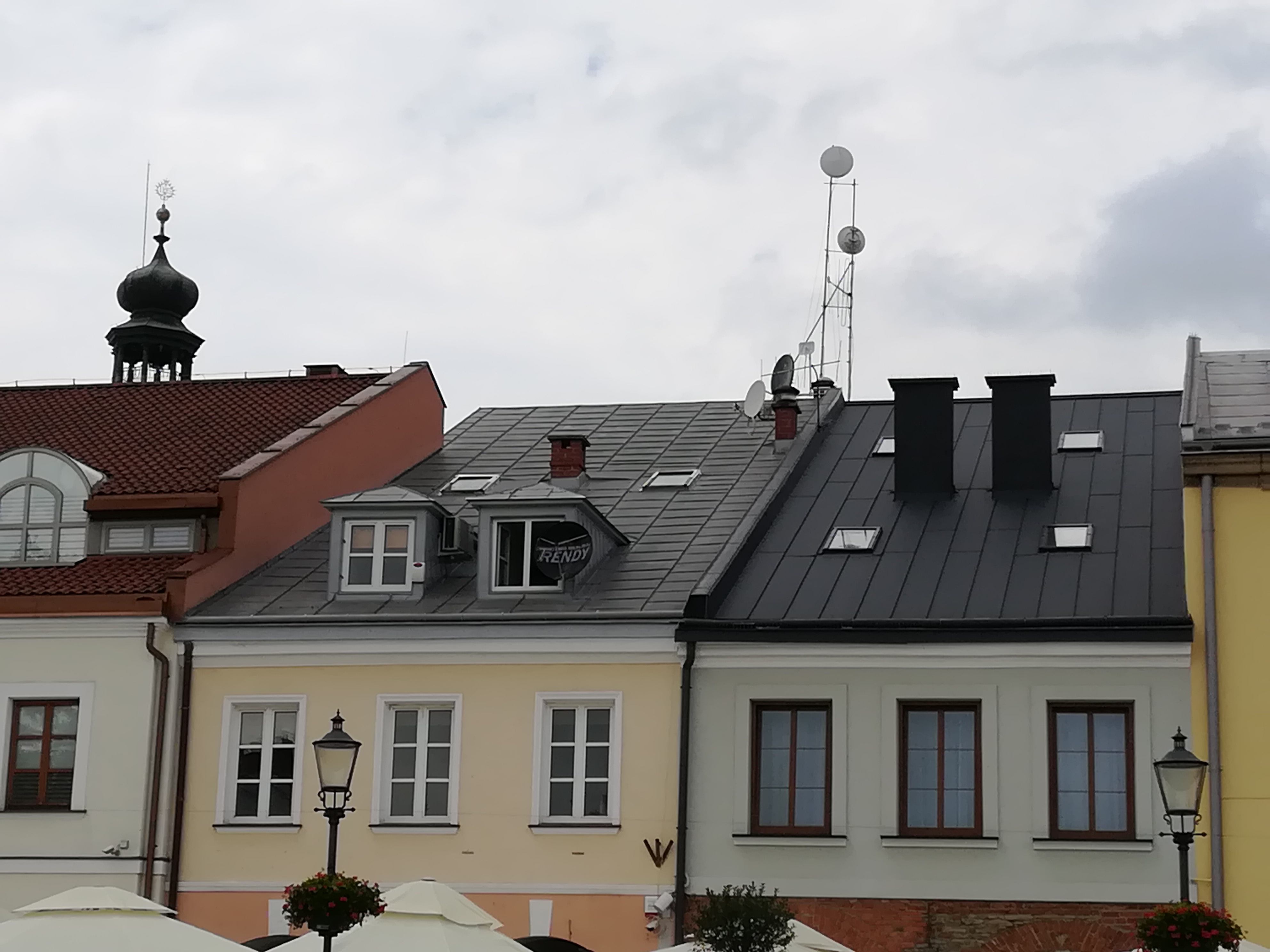
Siedziba Trendy Radia na Rynku w Krośnie

## Częstotliwości
Trendy Radio nadaje na częstotliwości 101,9 MHz ze wzgórza Liwocz w gminie Brzyska w powiecie jasielskim, oraz na częstotliwości 95,2 MHz ze wzgórza Bełchówka w Bukowsku koło Sanoka. Od grudnia 2018 roku stacja dostępna jest także w multipleksie Diecezji Tarnowskiej nadawanym ze wzgórza Przechyba niedaleko Szczawnicy oraz w multipleksie Radia Andrychów.